# 利莫斯螯蝦
利莫斯螯蝦（學名 Faxonius limosus，同義詞Orconectes limosus）是蝲蛄科的一種螯蝦。它們分佈在北美洲東岸，由緬因州至維吉尼亞州詹姆斯河下游，並已引入到歐洲。它們棲息在淤泥的溪，並不像其他螯蝦般棲息在水質清澈的環境。它們帶有小龍蝦瘟疫，在引入到歐洲時帶到並感染當地的螯蝦。
利莫斯螯蝦於1890年被引入到德國，自此擴展至北歐各地，最近亦到了英國。它們也向南擴張至塞爾維亞的多瑙河。